# Handi-Move nv
Handi-Move nv is een Belgisch familiebedrijf in Ninove (Oost-Vlaanderen).
De firma ontwikkelt, produceert en verspreidt tilliften, tildoeken en andere accessoires voor het tillen en verzorgen van minder mobiele mensen.
De Handi-Move producten worden verkocht in de hele wereld. De grootste afzetmarkten zijn Noord-Amerika, Duitsland en Frankrijk.
Handi-Move nv werd opgericht in 1982.